# Plankenfels
Plankenfels település Németországban, azon belül Bajorországban. Lakosainak száma 891 fő (2023. december 31.).

## Népesség
A település népessége az elmúlt években az alábbi módon változott:
| Lakosok száma | 814  | 1011 | 1059 | 798  | 877  | 893  | 886  | 858  | 864  | 891  |
|               | 1875 | 1950 | 1975 | 1987 | 2012 | 2014 | 2016 | 2017 | 2021 | 2023 |